# Vladímir Levenshtéin
Vladímir Iósifovich Levenshtéin o Vladimir Levenshtein (del ruso: Владимир Иосифович Левенштейн) (1935-2017) fue un matemático y científico ruso de origen judío cuya principal área de investigación es la teoría de la información y los códigos de corrección de errores, entre otras aportaciones que incluyen el algoritmo de la distancia de Levenshtein, desarrollado en 1965 y algunas contribuciones al número de osculación.
Se graduó en el Departamento de Matemáticas y Mecánica de la Universidad Estatal de Moscú en 1958 y trabajó en el Instituto Kéldysh de Matemática Aplicada en Moscú desde entonces. Es miembro de la Sociedad de la teoría de la información del IEEE.
Recibió la medalla Richard W. Hamming del IEEE en 2006: “Por sus contribuciones a la teoría de corrección de errores y la teoría de la información, incluyendo la distancia de Levenshtein.”